# Piacenza Football Club 2010-2011
Questa voce raccoglie le informazioni riguardanti il Piacenza Football Club nelle competizioni ufficiali della stagione 2010-2011.

## Stagione
Nella stagione 2010-2011 il Piacenza disputa il 22º campionato di Serie B della sua storia.
Il Piacenza a inizio stagione cambia allenatore, sostituendo Massimo Ficcadenti, approdato in Serie A al Cesena, con Armando Madonna che aveva già giocato nel Piacenza negli anni '80.
La prima partita stagionale è il secondo turno di Coppa Italia contro la Virtus Lanciano, giocato allo stadio Garilli il 14 agosto 2010 e terminata per 5-3 dopo i tempi supplemantari con tripletta di Cacia e gol di Volpi e Bianchi. Nelle prime sei giornate di campionato il Piacenza totalizza solo un punto, rimanendo inchiodato all'ultimo posto della classifica e alimentando delle voci su un probabile esonero di Madonna.
Tuttavia dopo questa serie negativa il Piacenza si risolleva e ottiene otto risultati utili nelle seguenti giornate (tre vittorie e cinque pareggi), tra cui la vittoria in rimonta per 3-2 contro l'Atalanta e il 4-1 contro il L.R. Vicenza, con tripletta di Cacia e risalendo in classifica fino a uscire dalla zona play-out. L'anno solare si conclude con il pareggio per 3-3 in casa dell'AlbinoLeffe, partita che successivamente viene messa sotto inchiesta dalla FIGC per un flusso anomalo di scommesse sul pari.
Il girone d'andata termina con la squadra al quintultimo posto in zona play-out con 21 punti. Nella parte iniziale del girone di ritorno il Piacenza attraversa un buon periodo con cinque vittorie e un pareggio in sei partite, risalendo fino a ridosso dei play-off. A partire dalla sconfitta per 3-0 in casa dell'Atalanta gli emiliani entrano tuttavia in una serie di risultati negativi, cogliendo un'unica vittoria nelle ultime 13 giornate contro il Sassuolo, e conclude il campionato al quartultimo posto, disputando i play-out contro l'AlbinoLeffe che, essendo arrivato quintultimo con 49 punti, rispetto ai 46 dei piacentini, può ottenere la salvezza anche pareggiando.
Il 1º giugno, pochi giorni prima del play-out, il giocatore biancorosso Carlo Gervasoni finisce sotto inchiesta nell'ambito delle indagini sul calcio-scommesse che portano, fra gli altri, all'arresto di Giuseppe Signori: Gervasoni viene accusato di combine nella partita persa 3-0 contro l'Atalanta nella quale lo stesso Gervasoni aveva provocato un calcio di rigore.
La gara di andata del play-out si disputa a Piacenza il 4 giugno e termina 0-0. La gara di ritorno a si disputa l'11 giugno allo Stadio Atleti Azzurri d'Italia di Bergamo e termina 2-2, condannando così il Piacenza alla retrocessione in Lega Pro Prima Divisione.
Al termine della partita il presidente Fabrizio Garilli comunica che non iscriverà la squadra in Prima Divisione per la stagione successiva e che è disposto a cedere la squadra a chi fosse interessato entro il 30 giugno, termine ultimo per iscrivere la squadra al campionato.

## Divise e sponsor
Lo sponsor principale rimane l'Unicef, sotto al cui logo si aggiunge anche quello della Banca di Piacenza, a parte questa modifica le maglie rimangono simili a quelle degli anni precedenti, vale a dire rossa la prima, bianca la seconda e nera la terza. Lo sponsor tecnico rimane la Macron.
| Casa | Trasferta | Terza maglia |

## Organigramma societario
Area direttiva
- Presidente: Fabrizio Garilli
- Amministratore delegato: Maurizio Riccardi

Area organizzativa
- Segretario generale: Paolo Armenia

Area comunicazione
- Responsabile area comunicazione: Sandro Mosca

Area tecnica
- Direttore sportivo: Franco De Falco
- Allenatore: Armando Madonna
- Allenatore in seconda: Andrea Bruniera
- Preparatore atletico: Andrea Corrain
- Preparatore dei portieri: Rino Gandini

Area sanitaria
- Responsabile sanitario: Giancarlo Sportelli
- Medico sociale: Fabio Dopinto
- Massaggiatori: Riccardo Bottigelli,
- Fisioterapisti:Carlo Civetta, Giovanni Cascio

## Rosa
Rosa e numerazione sono aggiornate al 1º febbraio 2011. Sono in corsivo i giocatori che hanno lasciato la società durante la stagione.
| N. |                         | Ruolo | Calciatore                    |
| -- | ----------------------- | ----- | ----------------------------- |
| 1  | Italia (bandiera)       | P     | Mario Cassano                 |
| 2  | Sierra Leone (bandiera) | D     | Kewullay Conteh               |
| 3  | Italia (bandiera)       | D     | Andrea Mei                    |
| 4  | Italia (bandiera)       | D     | Carlo Gervasoni               |
| 4  | Italia (bandiera)       | D     | Francesco Bini                |
| 5  | Italia (bandiera)       | C     | Matteo Mandorlini             |
| 6  | Italia (bandiera)       | C     | Tommaso Bianchi               |
| 7  | Austria (bandiera)      | C     | Daniel Wolf                   |
| 8  | Italia (bandiera)       | A     | Alessandro Tulli              |
| 9  | Italia (bandiera)       | A     | Daniele Cacia (vice capitano) |
| 10 | Paraguay (bandiera)     | A     | Tomás Guzmán                  |
| 11 | Italia (bandiera)       | A     | Simone Guerra                 |
| 12 | Italia (bandiera)       | P     | Nicola Maggio                 |
| 13 | Italia (bandiera)       | D     | Stefano Avogadri              |
| 14 | Italia (bandiera)       | C     | Sergio Volpi (capitano)       |
| 16 | Ghana (bandiera)        | C     | Isaac Cofie                   |
| 17 | Italia (bandiera)       | D     | Michele Anaclerio             |

| N. |                   | Ruolo | Calciatore         |
| -- | ----------------- | ----- | ------------------ |
| 18 | Italia (bandiera) | D     | Filippo Giorgi     |
| 19 | Italia (bandiera) | A     | Giuseppe Angarano  |
| 20 | Italia (bandiera) | A     | Mattia Graffiedi   |
| 21 | Italia (bandiera) | C     | Alessandro Sbaffo  |
| 22 | Italia (bandiera) | D     | Pietro Zammuto     |
| 23 | Italia (bandiera) | A     | Antonio Piccolo    |
| 27 | Italia (bandiera) | D     | Marco Calderoni    |
| 27 | Italia (bandiera) | C     | Damiano Zenoni     |
| 28 | Italia (bandiera) | C     | Edoardo Catinali   |
| 32 | Italia (bandiera) | P     | Antonio Donnarumma |
| 33 | Italia (bandiera) | D     | Cesare Rickler     |
| 37 | Italia (bandiera) | C     | Nicola Silvestri   |
| 44 | Italia (bandiera) | C     | Alessandro Marchi  |
| 71 | Italia (bandiera) | C     | Luca Tremolada     |
| 88 | Italia (bandiera) | C     | Jacopo Silva       |
| 91 | Italia (bandiera) | P     | Luca Stocchi       |

## Calciomercato

### Sessione estiva(dall'1/7 al 31/8)
I nuovi acquisti sono Andrea Mei e Luca Tremolada, che arrivano, in cambio delle comproprietà di Matteo Colombi e Andrea Lussardi, in comproprietà dall'Inter, da cui arrivano in prestito anche i giovani Hoxha e Milani, Daniele Cacia, che ritorna a Piacenza in prestito dal Lecce, Cesare Rickler e Alessandro Sbaffo, che arrivano in prestito dal Chievo, dal Milan arriva in prestito il giovane portiere napoletano Antonio Donnarumma, mentre dal Parma arriva Matteo Mandorlini. Dal Genoa arriva il giovane Maffettone, mentre vengono prelevati i giovani Cabrini e Moschini da due piccole società locali, il Template:Calcio San Colombano e il San Giuseppe. Completano la rosa i rientri dei giocatori mandati in prestito l'anno precedente, ovvero Cassano, Bianchi e Calderoni e gli acquisti degli svincolati Volpi, Marchi, Conteh e Catinali, gli ultimi due a stagione già iniziata.
Lasciano il Piacenza i giocatori a fine prestito Greco, Foti, Puggioni, Capogrosso, Sambugaro, Tonucci, Melinte, Paro, Amodio, Cani, Sivakov, Longo e Rincon, quelli in scadenza di contratto, ovvero Iorio, Maccoppi, Simon, Serena, Maurantonio ed Emanuele Bianchi, mentre rescinde il contratto il portiere Fabrizio Capodici. Viene ceduto definitivamente al Chievo Davide Moscardelli, mentre vengono ceduti a titolo temporaneo Samuele Dragoni all'Atletico Roma, Stefano Baraldo al Barletta, Michele Contini al Parma, Fabio Foglia alla Sangiovannese e Michael Visioli al Fiorenzuola. Il giovane portiere Mattia Lanzano, che rientrava dal prestito al Poggibonsi, viene ceduto in comproprietà al Gavorrano.
| Acquisti         | Acquisti                  | Acquisti             | Acquisti      |
| R.               | Nome                      | da                   | Modalità      |
| ---------------- | ------------------------- | -------------------- | ------------- |
| P                | Mario Cassano             | Sampdoria            | fine prestito |
| P                | Antonio Donnarumma        | Milan                | prestito      |
| P                | Mattia Lanzano            | Poggibonsi           | fine prestito |
| D                | Marco Calderoni           | Palermo              | fine prestito |
| D                | Kewullay Conteh           |                      | svincolato    |
| D                | Andrea Mei                | Inter                | comproprietà  |
| D                | Cesare Rickler            | Chievo               | prestito      |
| C                | Tommaso Bianchi           | Chievo               | fine prestito |
| C                | Edoardo Catinali          |                      | svincolato    |
| C                | Matteo Mandorlini         | Parma                | prestito      |
| C                | Alessandro Marchi         | Rimini               | svincolato    |
| C                | Alessandro Sbaffo         | Chievo               | prestito      |
| C                | Luca Tremolada            | Inter                | comproprietà  |
| C                | Sergio Volpi              |                      | svincolato    |
| A                | Daniele Cacia             | Lecce                | prestito      |
| Altre operazioni |                           |                      |               |
| R.               | Nome                      | da                   | Modalità      |
| D                | Luca Moschini             | San Giuseppe         | definitivo    |
| C                | Mattia Pignanelli Verardi | Pontolliese Libertas | prestito      |
| C                | Davide Cabrini            | Sancolombano         | definitivo    |
| C                | Nicola Milani             | Inter                | prestito      |
| A                | Fabio Hoxha               | Inter                | prestito      |
| A                | Vincenzo Maffettone       | Genoa                | definitivo    |

| Cessioni         | Cessioni            | Cessioni      | Cessioni      |
| R.               | Nome                | a             | Modalità      |
| ---------------- | ------------------- | ------------- | ------------- |
| P                | Emanuele Bianchi    |               | svincolato    |
| P                | Fabrizio Capodici   |               | svincolato    |
| P                | Mattia Lanzano      | Gavorrano     | comproprietà  |
| P                | Roberto Maurantonio |               | svincolato    |
| P                | Christian Puggioni  | Reggina       | fine prestito |
| P                | Marco Serena        |               | svincolato    |
| D                | Stefano Baraldo     | Barletta      | prestito      |
| D                | Gaetano Capogrosso  | Siena         | fine prestito |
| D                | Michele Contini     | Parma         | prestito      |
| D                | Angelo Iorio        |               | svincolato    |
| D                | Cristian Melinte    | Palermo       | fine prestito |
| D                | Denis Tonucci       | Cesena        | fine prestito |
| D                | Rincon              | Inter         | fine prestito |
| C                | Nicolás Amodio      | Napoli        | fine prestito |
| C                | Samuele Dragoni     | Atletico Roma | prestito      |
| C                | Fabio Foglia        | Sangiovannese | prestito      |
| C                | Leandro Greco       | Roma          | fine prestito |
| C                | Andrea Maccoppi     |               | svincolato    |
| C                | Radja Nainggolan    | Cagliari      | comproprietà  |
| C                | Matteo Paro         | Genoa         | fine prestito |
| C                | Filippo Sambugaro   | Pergocrema    | fine prestito |
| C                | Mikhail Sivakov     | Cagliari      | fine prestito |
| A                | Edgar Çani          | Palermo       | fine prestito |
| A                | Salvatore Foti      | Sampdoria     | fine prestito |
| A                | Samuele Longo       | Inter         | fine prestito |
| A                | Davide Moscardelli  | Chievo        | definitivo    |
| A                | Lucas Simón         |               | svincolato    |
| Altre operazioni |                     |               |               |
| R.               | Nome                | da            | Modalità      |
| C                | Michael Visioli     | Fiorenzuola   | prestito      |
| A                | Matteo Colombi      | Inter         | comproprietà  |
| A                | Andrea Lussardi     | Inter         | comproprietà  |

### Sessione invernale(dal 3/1 al 31/1)
Con la riapertura del mercato il Piacenza cede il giovane attaccante Mirko Barocelli al Ponsacco, squadra militante in Serie D, mentre Stefano Baraldo ritorna dal prestito al Barletta e viene ceduto, sempre in prestito, all'Empoli. Dal Genoa arriva in prestito il centrocampista ghanese Isaac Cofie, mentre in cambio si trasferisce a Genova il centrocampista classe 1993 Andrea Molinelli, anche lui in prestito. Marco Calderoni viene ceduto in prestito all'Ascoli e al suo posto viene ingaggiato lo svincolato Damiano Zenoni. Francesco Bini viene ceduto alla Cremonese in uno scambio di prestiti con Carlo Gervasoni. Samuele Dragoni rientra dal prestito all'Atletico Roma e viene girato alla Feralpisalò. Viene poi acquistato in prestito dal Fanfulla in prestito il giovane Nicholas Cigala. Durante la sessione del mercato invernale vengono anche risolti i contratti di Silvestri, Wolf e Tulli e ceduta al Cagliari la seconda metà di Radja Nainggolan.
| Acquisti | Acquisti        | Acquisti      | Acquisti      |
| R.       | Nome            | da            | Modalità      |
| -------- | --------------- | ------------- | ------------- |
| D        | Stefano Baraldo | Barletta      | fine prestito |
| D        | Carlo Gervasoni | Cremonese     | prestito      |
| D        | Damiano Zenoni  |               | svincolato    |
| C        | Nicholas Cigala | Fanfulla      | prestito      |
| C        | Isaac Cofie     | Genoa         | prestito      |
| C        | Samuele Dragoni | Atletico Roma | fine prestito |

| Cessioni | Cessioni         | Cessioni    | Cessioni              |
| R.       | Nome             | a           | Modalità              |
| -------- | ---------------- | ----------- | --------------------- |
| D        | Stefano Baraldo  | Empoli      | prestito              |
| D        | Francesco Bini   | Cremonese   | prestito              |
| D        | Marco Calderoni  | Ascoli      | prestito              |
| C        | Samuele Dragoni  | Feralpisalò | prestito              |
| C        | Andrea Molinelli | Genoa       | prestito              |
| C        | Radja Nainggolan | Cagliari    | riscatto comproprietà |
| C        | Nicola Silvestri |             | svincolato            |
| C        | Daniel Wolf      |             | svincolato            |
| A        | Mirko Barocelli  | Ponsacco    | prestito              |
| A        | Alessandro Tulli |             | svincolato            |

## Risultati

### Serie B

#### Girone di andata
| Arbitro: | Ostinelli (Como) |

|                |           |  |
| Pasquato 90+5’ | Marcatori |  |

| Arbitro: | Ruini (Reggio Emilia) |

|          |           |          |
| Cacia 3’ | Marcatori | 10’ Lodi |

| Arbitro: | Nasca (Bari) |

|                        |           |  |
| Barillà 3’ Cosenza 28’ | Marcatori |  |

| Arbitro: | Massa (Imperia) |

|                    |           |                                                               |
| Graffiedi 52’, 74’ | Marcatori | 4’ Giorgi 50’ (rig.) Bonvissuto 65’ Micolucci 90+3’ Cristiano |

| Arbitro: | Tozzi (Roma) |

|              |           |  |
| Vitiello 82’ | Marcatori |  |

| Arbitro: | Doveri (Roma 1) |

|  |           |           |
|  | Marcatori | 68’ Sestu |

| Arbitro: | Palazzino (Ciampino) |

|                       |           |                       |
| Cacia 58’ (rig.), 87’ | Marcatori | 26’ (rig.), 74’ Succi |

| Arbitro: | Baratta (Salerno) |

|             |           |           |
| Coralli 84’ | Marcatori | 71’ Cacia |

| Arbitro: | Merchiori (Ferrara) |

|                             |           |                       |
| Guzmán 20’ Cacia 36’ (rig.) | Marcatori | 18’ Godeas 24’ Marchi |

| Arbitro: | Bagalini (Fermo) |

|  |           |            |
|  | Marcatori | 3’ Piccolo |

| Arbitro: | Stefanini (Prato) |

|                                     |           |                         |
| Marchi 51’ Anaclerio 66’ Guzmán 78’ | Marcatori | 25’ Tiribocchi 29’ Doni |

| Portogruaro 30 ottobre 2010, ore 15:00 CEST 12ª giornata | Portogruaro-Summaga            | 0 – 0 referto | Piacenza | Stadio Piergiovanni Mecchia\| Arbitro: \| Corletto (Castelfranco Veneto) \| |
| Arbitro:                                                 | Corletto (Castelfranco Veneto) |               |          |                                                                             |

| Arbitro: | Cervellera (Taranto) |

|                                 |           |             |
| Cacia 31’, 63’, 69’ Bianchi 83’ | Marcatori | 37’ Schiavi |

| Arbitro: | Ostinelli (Como) |

|                         |           |                         |
| Gessa 16’ Sansovini 80’ | Marcatori | 27’ Bianchi 36’ Piccolo |

| Arbitro: | Giancola (Vasto) |

|               |           |                           |
| Graffiedi 47’ | Marcatori | 37’ Marianini 89’ Bertani |

| Arbitro: | Merchiori (Ferrara) |

|                                         |           |  |
| Scardina 24’ Manucci 42’ Piovaccari 64’ | Marcatori |  |

| Arbitro: | Pinzani (Empoli) |

|           |           |             |
| Cacia 71’ | Marcatori | 8’ De Vezze |

| Arbitro: | Doveri (Roma) |

|             |           |           |
| Noselli 69’ | Marcatori | 11’ Cacia |

| Arbitro: | Massa (Imperia) |

|  |           |             |
|  | Marcatori | 48’ Surraco |

| Arbitro: | Baratta (Salerno) |

|                                      |           |                               |
| Foglio 8’ Bombardini 57’ Momentè 77’ | Marcatori | 27’ Marchi 43’, 79’ Graffiedi |

| Arbitro: | Riccardo Tozzi (Ostia Lido) |

|                         |           |               |
| Cacia 25’ Anaclerio 88’ | Marcatori | 30’ Buzzegoli |

#### Girone di ritorno
| Arbitro: | Baracani (Firenze) |

|  |           |                      |
|  | Marcatori | 30’ Gilioli 66’ Çani |

| Arbitro: | Nasca (Bari) |

|          |           |                 |
| Lodi 11’ | Marcatori | 45+1’ Anaclerio |

| Arbitro: | Guida (Torre Annunziata) |

|                                    |           |                         |
| Marchi 37’ Graffiedi 42’ Cacia 88’ | Marcatori | 26’ Rizzo 73’ Bonazzoli |

| Arbitro: | Stefanini (Prato) |

|                                      |           |           |
| Di Donato 3’ Faísca 8’ Cristiano 78’ | Marcatori | 52’ Cacia |

| Arbitro: | Palazzino (Ciampino) |

|                                         |           |  |
| Cacia 8’, 20’ Rickler 53’ Graffiedi 85’ | Marcatori |  |

| Arbitro: | Velotto (Grosseto) |

|                       |           |                                  |
| Caputo 14’ Calaiò 29’ | Marcatori | 38’ Cacia 77’ Bianchi 90’ Guzmán |

| Padova 25 febbraio 2010, ore 19.00 CET 28ª giornata | Padova           | 0 – 0 referto | Piacenza | Stadio Euganeo\| Arbitro: \| Ostinelli (Como) \| |
| Arbitro:                                            | Ostinelli (Como) |               |          |                                                  |

| Arbitro: | Cervellera (Taranto) |

|                       |           |                |
| Cacia 51’ Piccolo 67’ | Marcatori | 32’ Forestieri |

| Arbitro: | Ruini (Reggio Emilia) |

|  |           |             |
|  | Marcatori | 35’ Piccolo |

| Arbitro: | Baratta (Salerno) |

|                      |           |  |
| Guerra 32’ Cofie 84’ | Marcatori |  |

| Arbitro: | Calvarese (Teramo) |

|                                           |           |  |
| Doni 34’ (rig.), 42’ (rig.) Ruopolo 45+1’ | Marcatori |  |

| Arbitro: | Bagalini (Fermo) |

|            |           |                              |
| Guzmán 89’ | Marcatori | 45+2’ Cristante 80’ Altinier |

| Arbitro: | Ostinelli (Como) |

|                                         |           |             |
| Abbruscato 46’ Tulli 83’ Misuraca 90+1’ | Marcatori | 70’ Zammuto |

| Arbitro: | Velotto (Grosseto) |

|  |           |                       |
|  | Marcatori | 73’ Gessa 77’ Maniero |

| Arbitro: | Gallione (Alessandria) |

|                      |           |                        |
| Rubino 11’ Motta 48’ | Marcatori | 26’ Bianchi 50’ Guzmán |

| Arbitro: | Giacomelli (Trieste) |

|  |           |                     |
|  | Marcatori | 36’, 50’ Piovaccari |

| Arbitro: | Nasca (Bari) |

|             |           |            |
| Bianchi 48’ | Marcatori | 36’ Guzmán |

| Arbitro: | Guida (Torre Annunziata) |

|             |           |  |
| Piccolo 46’ | Marcatori |  |

| Arbitro: | Tommasi (Bassano del Grappa) |

|             |           |  |
| Dionisi 81’ | Marcatori |  |

| Arbitro: | Stefanini (Prato) |

|            |           |                           |
| Guerra 16’ | Marcatori | 47’ Cocco 60’, 74’ Grossi |

| Arbitro: | Gallione (Alessandria) |

|                 |           |  |
| Nadarevic 90+2’ | Marcatori |  |

### Play-out
| Piacenza 4 giugno 2011, ore 20:45 CEST Gara di andata | Piacenza        | 0 – 0 referto | AlbinoLeffe | Stadio Leonardo Garilli (5 609 spett.)\| Arbitro: \| Ciampi (Roma 1) \| |
| Arbitro:                                              | Ciampi (Roma 1) |               |             |                                                                         |

| Arbitro: | Pinzani (Empoli) |

|                         |           |                                |
| Girasole 10’ Grossi 34’ | Marcatori | 49’ (rig.) Cacia 76’ Graffiedi |

### Coppa Italia
| Arbitro: | Pinzani (Empoli) |

|                                            |           |                                           |
| Volpi 67’ Cacia 77’, 84’, 115’ Bianchi 95’ | Marcatori | 50’ Colombaretti 70’ Sacilotto 71’ Turchi |

| Arbitro: | Candussio (Cervignano del Friuli) |

|                               |           |  |
| Nenê 32’, 45’ Acquafresca 60’ | Marcatori |  |

## Statistiche

### Statistiche di squadra
Aggiornato al 12 giugno 2011
| Competizione | Punti | In casa | In casa | In casa | In casa | In casa | In casa | In trasferta | In trasferta | In trasferta | In trasferta | In trasferta | In trasferta | Totale | Totale | Totale | Totale | Totale | Totale | DR  |
| Competizione | Punti | G       | V       | N       | P       | Gf      | Gs      | G            | V            | N            | P            | Gf           | Gs           | G      | V      | N      | P      | Gf     | Gs     | DR  |
| ------------ | ----- | ------- | ------- | ------- | ------- | ------- | ------- | ------------ | ------------ | ------------ | ------------ | ------------ | ------------ | ------ | ------ | ------ | ------ | ------ | ------ | --- |
| Serie B      | 46    | 21      | 8       | 4       | 9       | 32      | 32      | 21           | 3            | 9            | 9            | 18           | 31           | 42     | 11     | 13     | 18     | 50     | 63     | -13 |
| Coppa Italia |       | 1       | 1       | 0       | 0       | 5       | 3       | 1            | 0            | 0            | 1            | 0            | 3            | 2      | 1      | 0      | 1      | 5      | 6      | -1  |
| Play-out     |       | 1       | 0       | 1       | 0       | 0       | 0       | 1            | 0            | 1            | 0            | 2            | 2            | 2      | 0      | 2      | 0      | 2      | 2      | 0   |
| Totale       | -     | 23      | 9       | 5       | 9       | 37      | 35      | 23           | 3            | 10           | 10           | 20           | 33           | 46     | 12     | 15     | 19     | 57     | 71     | -14 |

### Statistiche dei giocatori
Aggiornato al 12 giugno 2011
| Giocatore     | Serie B  | Serie B | Serie B     | Serie B    | Coppa Italia | Coppa Italia | Coppa Italia | Coppa Italia | Play-out | Play-out | Play-out    | Play-out   | Totale   | Totale | Totale      | Totale     |
| Giocatore     | Presenze | Reti    | Ammonizioni | Espulsioni | Presenze     | Reti         | Ammonizioni  | Espulsioni   | Presenze | Reti     | Ammonizioni | Espulsioni | Presenze | Reti   | Ammonizioni | Espulsioni |
| ------------- | -------- | ------- | ----------- | ---------- | ------------ | ------------ | ------------ | ------------ | -------- | -------- | ----------- | ---------- | -------- | ------ | ----------- | ---------- |
| M. Anaclerio  | 31       | 3       | ?           | ?          | 0            | 0            | 0            | 0            | 2        | 0        | ?           | ?          | 33       | 3      | 0+          | 0+         |
| G. Angarano   | 0        | 0       | 0           | 0          | 0            | 0            | 0            | 0            | 0        | 0        | 0           | 0          | 0        | 0      | 0           | 0          |
| S. Avogadri   | 32       | 0       | ?           | ?          | 2            | 0            | ?            | ?            | 0        | 0        | 0           | 0          | 34       | 0      | 0+          | 0+         |
| T. Bianchi    | 37       | 4       | ?           | ?          | 2            | 1            | ?            | ?            | 2        | 0        | ?           | ?          | 41       | 5      | ?           | ?          |
| F. Bini       | 7        | 0       | ?           | ?          | 2            | 0            | ?            | ?            | 0        | 0        | 0           | 0          | 9        | 0      | 0+          | 0+         |
| D. Cacia      | 34       | 17      | ?           | ?          | 2            | 3            | ?            | ?            | 2        | 1        | ?           | ?          | 38       | 21     | ?           | ?          |
| M. Cassano    | 40       | -59     | ?           | ?          | 0            | 0            | 0            | 0            | 1        | -2       | ?           | ?          | 41       | -61    | 0+          | 0+         |
| E. Catinali   | 29       | 0       | ?           | ?          | 0            | 0            | 0            | 0            | 1        | 0        | ?           | ?          | 30       | 0      | 0+          | 0+         |
| M. Calderoni  | 13       | 0       | ?           | ?          | 2            | 0            | ?            | ?            | 0        | 0        | 0           | 0          | 15       | 0      | 0+          | 0+         |
| I. Cofie      | 21       | 1       | ?           | ?          | 0            | 0            | 0            | 0            | 2        | 0        | ?           | ?          | 23       | 1      | 0+          | 0+         |
| K. Conteh     | 25       | 0       | ?           | ?          | 0            | 0            | 0            | 0            | 2        | 0        | ?           | ?          | 27       | 0      | 0+          | 0+         |
| A. Donnarumma | 2        | -4      | ?           | ?          | 2            | -6           | ?            | ?            | 1        | 0        | ?           | ?          | 5        | -10    | ?           | ?          |
| C. Gervasoni  | 16       | 0       | ?           | ?          | 0            | 0            | 0            | 0            | 0        | 0        | 0           | 0          | 16       | 0      | 0+          | 0+         |
| F. Giorgi     | 0        | 0       | 0           | 0          | 0            | 0            | 0            | 0            | 0        | 0        | 0           | 0          | 0        | 0      | 0           | 0          |
| M. Graffiedi  | 29       | 7       | ?           | ?          | 1            | 0            | ?            | ?            | 2        | 1        | ?           | ?          | 32       | 8      | ?           | ?          |
| S. Guerra     | 29       | 2       | ?           | ?          | 1            | 0            | ?            | ?            | 1        | 0        | ?           | ?          | 31       | 2      | ?           | ?          |
| T. Guzmàn     | 36       | 6       | ?           | ?          | 1            | 0            | ?            | ?            | 2        | 0        | ?           | ?          | 39       | 6      | ?           | ?          |
| M. Mandorlini | 15       | 0       | ?           | ?          | 1            | 0            | ?            | ?            | 0        | 0        | 0           | 0          | 16       | 0      | 0+          | 0+         |
| A. Marchi     | 35       | 3       | ?           | ?          | 1            | 0            | ?            | ?            | 2        | 0        | ?           | ?          | 38       | 3      | ?           | ?          |
| N. Maggio     | 0        | 0       | 0           | 0          | 0            | 0            | 0            | 0            | 0        | 0        | 0           | 0          | 0        | 0      | 0           | 0          |
| A. Mei        | 14       | 0       | ?           | ?          | 1            | 0            | ?            | ?            | 0        | 0        | 0           | 0          | 15       | 0      | 0+          | 0+         |
| A. Molinelli  | 0        | 0       | 0           | 0          | 0            | 0            | 0            | 0            | 0        | 0        | 0           | 0          | 0        | 0      | 0           | 0          |
| A. Piccolo    | 27       | 5       | ?           | ?          | 1            | 0            | ?            | ?            | 2        | 0        | ?           | ?          | 30       | 5      | ?           | ?          |
| C. Rickler    | 23       | 1       | ?           | ?          | 0            | 0            | 0            | 0            | 2        | 0        | ?           | ?          | 25       | 1      | 0+          | 0+         |
| A. Sbaffo     | 14       | 0       | ?           | ?          | 1            | 0            | ?            | ?            | 0        | 0        | 0           | 0          | 15       | 0      | 0+          | 0+         |
| J. Silva      | 0        | 0       | 0           | 0          | 0            | 0            | 0            | 0            | 0        | 0        | 0           | 0          | 0        | 0      | 0           | 0          |
| N. Silvestri  | 0        | 0       | 0           | 0          | 1            | 0            | ?            | ?            | 0        | 0        | 0           | 0          | 1        | 0      | 0+          | 0+         |
| L. Stocchi    | 0        | 0       | 0           | 0          | 0            | 0            | 0            | 0            | 0        | 0        | 0           | 0          | 0        | 0      | 0           | 0          |
| L. Tremolada  | 8        | 0       | ?           | ?          | 2            | 0            | ?            | ?            | 0        | 0        | 0           | 0          | 10       | 0      | 0+          | 0+         |
| A. Tulli      | 2        | 0       | ?           | ?          | 2            | 0            | ?            | ?            | 0        | 0        | 0           | 0          | 4        | 0      | 0+          | 0+         |
| S. Volpi      | 19       | 0       | ?           | ?          | 2            | 1            | ?            | ?            | 1        | 0        | ?           | ?          | 22       | 1      | ?           | ?          |
| D. Wolf       | 3        | 0       | ?           | ?          | 0            | 0            | 0            | 0            | 0        | 0        | 0           | 0          | 3        | 0      | 0+          | 0+         |
| P. Zammuto    | 27       | 1       | ?           | ?          | 1            | 0            | ?            | ?            | 1        | 0        | ?           | ?          | 29       | 1      | ?           | ?          |
| D. Zenoni     | 20       | 0       | ?           | ?          | 0            | 0            | 0            | 0            | 2        | 0        | ?           | ?          | 22       | 0      | 0+          | 0+         |

## Giovanili

### Organigramma societario[44]
Livello Alto
- Responsabile: Franco De Falco
- Allenatori:
  - Primavera: Massimo Cerri
  - Allievi nazionali: Andrea Di Cintio
  - Giovanissimi nazionali 1996: Dirk Cornelissen

Livello Basso
- Responsabile: Stefano Rapaccioli
- Allenatori:
  - Giovanissimi regionali 1997: Gianluca Narcucci
  - Giovanissimi sperimentali 1998: Edoardo Barbazza
  - Esordienti 1999: Guglielmo Lanza
  - Esordienti 2000: Antonio Cremonesi
  - Pulcini 2001: Lorenzo Pancini
  - Pulcini 2002: Dirk Cornelissen

Area tecnica
- Preparatori Atletici:
  - Prof. Gianfranco Baggi
  - Prof. Giorgio Bertoglio
- Preparatori dei Portieri:
  - Massimo Ferrari
  - Rino Gandini
  - Roberto Serena

### Piazzamenti
- Primavera:
  - Campionato: 14º nel girone A
  - Coppa Italia: eliminato nel primo turno eliminatorio